# BANGER.
BANGER. je český film režiséra a scenáristy Adama Sedláka. Film byl v červenci 2022 uveden na Mezinárodním filmovém festivalu v Karlových Varech. Vypráví o mladíkovi, kterého živí prodej drog a který je posedlý a zaslepený touhou proslavit se jako raper, získat rapový hit – banger.

## Výroba
Film vznikl během 15 natáčecích dní a byl celý natočen na mobilní telefon. Rozpočet filmu je 6 900 000 Kč, tržby v českých kinech dosáhly 9 274 644 Kč (návštěvnost v českých kinech 61 099 diváků).

## Obsazení
| Adam Mišík       | Alex               |
| Marsell Bendig   | Láďa               |
| Anna Fialová     | Alexova přítelkyně |
| Sergei Barracuda |                    |
| Jan Révai        |                    |
| Sára Rychlíková  |                    |
| David Černý      |                    |